# 크리스마스에는 행복이
《크리스마스에는 행복이》(영어: Happiest Season)는 2020년 공개된 미국의 로맨틱 코미디 영화이다. 클리아 듀발이 공동 각본을 쓰고 연출하였으며, 크리스틴 스튜어트, 매켄지 데이비스, 메리 스틴버전, 빅터 가버, 앨리슨 브리, 오브리 플라자, 댄 레비가 출연한다. 레즈비언 커플의 커밍아웃을 소재로 한 작품이다.
2020년 11월 25일 훌루를 통해 공개되었다.

## 출연
- 크리스틴 스튜어트 - 애비 역
- 매켄지 데이비스 - 하퍼 역
- 앨리슨 브리 - 슬론 역
- 오브리 플라자 - 라일리 역
- 댄 레비 - 존 역
- 메리 홀랜드 - 제인 역
- 빅터 가버 - 테드 역
- 메리 스틴버전 - 티퍼 역
- 아나 개스타이어 - 해리 레빈 역
- 제이크 맥도먼 - 코너 역
- 벌 모즐리 - 에릭 역
- 사라유 블루 - 캐럴린 역

## 같이 보기
- 크리스마스 영화 목록